# Rentgenometr DPS-68
Rentgenometr DPS-68 – polski sygnalizacyjny przyrząd dozymetryczny, używany między innymi w ludowym Wojsku Polskim, przeznaczony do rozpoznawania skażeń promieniotwórczych.

## Charakterystyka przyrządu
Rentgenometr sygnalizacyjny DPS-68 opracowany został przez pracowników naukowych Ośrodka Badawczego Sprzętu Chemicznego w końcu lat 60. XX w. i sukcesywnie zastępował używane wcześniej rentgenometry pokładowe DP-3. Produkowany był przez Zakłady „Polon” w Bydgoszczy. Służył do pomiaru mocy dawki promieniowania gamma, do sterowania zewnętrzną i uruchamiania wewnętrznej sygnalizacji alarmowej w wypadku wzrostu mocy dawki promieniowania ponad ustalony wcześniej próg. Przyrządy instalowano w wozach bojowych, śmigłowcach, samolotach, okrętach, także w schronach, magazynach, składnicach itp.
Na początku lat 70. zmodernizowano przyrząd do standardu DPS-68M1. W skład zmodernizowanego urządzenia mogą wchodzić dwie sondy. Służą one do pomiarów mocy dawki promieniowania gamma o energii od 80 keV do 3 MeV w dwóch oddzielnych kanałach detekcyjnych. Wersje okrętowe można podłączyć do sześciu sond detekcyjnych umieszczonych w różnych punktach pomiarowych. Posiada układy optycznej i akustycznej sygnalizacji przekroczenia określonych progów mocy dawki, a ponadto typowe dookólne sondy detekcyjne.
Dane taktyczno-techniczne
- czas reakcji – 5 sekund,
- zakres pomiaru promieniowania gamma (DPS-68) – 0,0005 do 200 R/h,
- zakres pomiaru promieniowania gamma (DPS-68M1) – 1 mR/h do 500 R/h w pięciu podzakresach,
- błąd pomiaru – ±30%,
- zasilanie – sieć pokładowa o napięciu 12 lub 24 V.